# Campeonato Sul-Americano de Futebol de 1959 (Argentina)
O Campeonato Sul-Americano de Futebol de 1959, foi a 26ª edição da competição entre seleções da América do Sul. Foi realizada em Buenos Aires na Argentina entre os dias 7 de março e 4 de abril de 1959.
Participaram da disputa sete seleções: Argentina, Brasil, Chile, Bolívia, Paraguai, Peru e Uruguai. As seleções jogaram entre si em turno único. 
A Argentina foi campeã. Com a debandada dos jogadores locais para o futebol europeu e o fiasco da participação na Copa do Mundo FIFA de 1958, a Argentina apresentou uma geração renovada com jovens jogadores locais. No entanto, o futebol pragmático não agradou. Conforme análise da revista El Gráfico: "Se gano: falta jugar mejor". 
O Brasil era favorito ao título e apresentou a equipe que conquistou a Copa do Mundo FIFA de 1958. No entanto, o empate na estreia contra o Peru pesou na campanha. Embora tenha terminado invicto, por ser pontos corridos, o Brasil ficou com o vice campeonato. Pelé foi o artilheiro e melhor jogador da competição. Essa foi a única Copa América que Pelé disputou.

## Organização

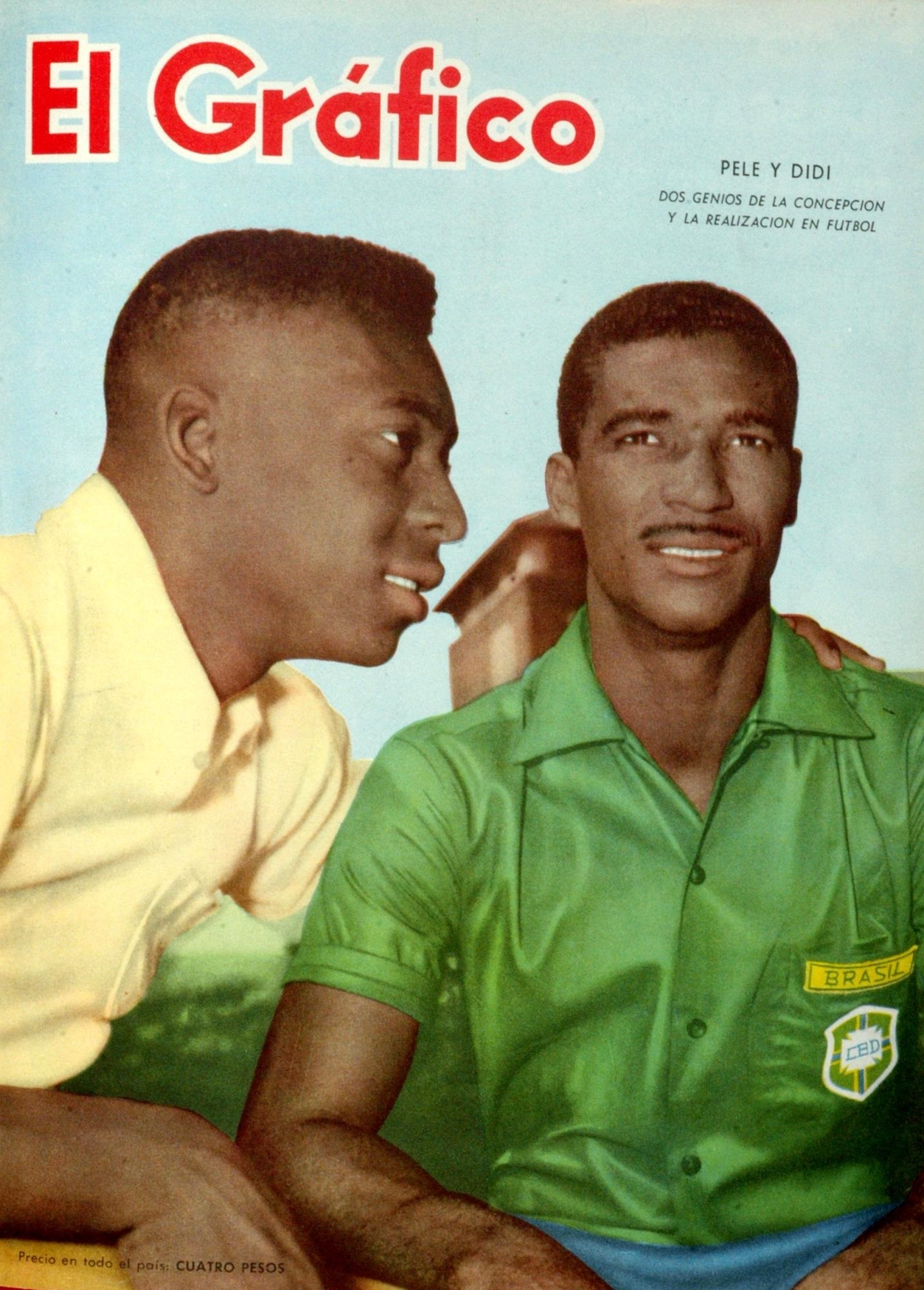
Antes do torneio começar, os campeões do mundo de 1958 eram os destaques

### Sede
| Buenos Aires                |
| --------------------------- |
| Estádio Monumental de Núñez |
| Capacidade: 80 000          |
|                             |

### Árbitros
- Luis Ventre.
- Alberto Da Gama Malcher.
- Carlos Robles.
- Isidro Ramírez.
- Alberto Tejada.
- Washington Rodríguez.

## Resultados

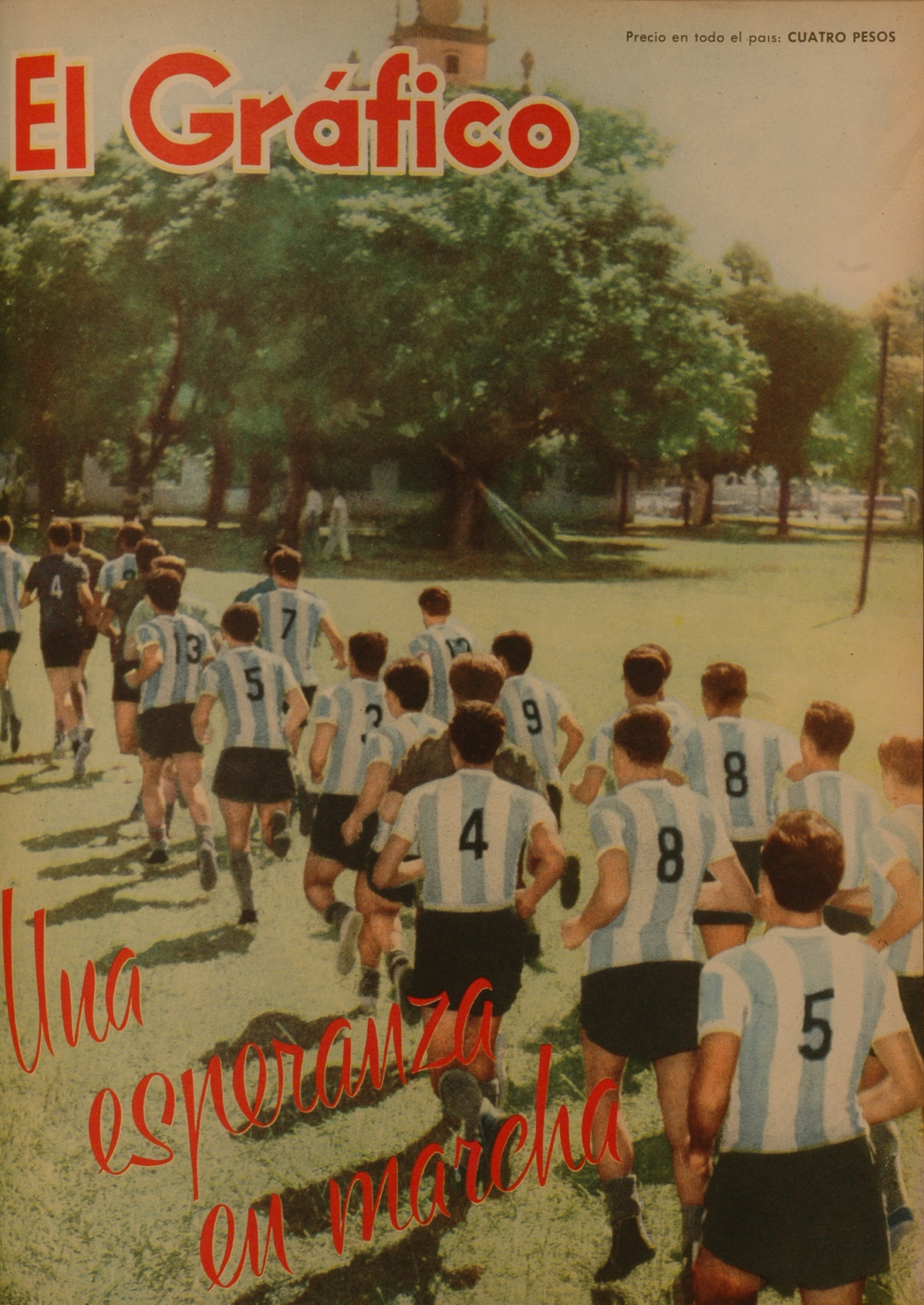
Na imprensa argentina o tema da competição era a renovação

## Resultados1
- 7 de março:  Argentina 6-1  Chile
- 8 de março:  Uruguai 7-0  Bolívia
- 10 de março:  Brasil 2-2  Peru
- 11 de março:  Paraguai 2-1  Chile
- 11 de março:  Argentina 2-0  Bolívia
- 14 de março:  Peru 5-3  Uruguai
- 15 de março:  Paraguai 5-0  Bolívia
- 15 de março:  Brasil 3-0  Chile
- 18 de março:  Uruguai 3-1  Paraguai
- 18 de março:  Argentina 3-1  Peru
- 21 de março:  Brasil 4-2  Bolívia
- 21 de março:  Chile 1-1  Peru
- 22 de março:  Argentina 3-1  Paraguai
- 26 de março:  Chile 5-2  Bolívia
- 26 de março:  Brasil 3-1  Uruguai
- 29 de março:  Peru 0-0  Bolívia
- 29 de março:  Brasil 4-1  Paraguai
- 30 de março:  Argentina 4-1  Uruguai
- 2 de abril:  Chile 1-0  Uruguai
- 2 de abril:  Paraguai 2-1  Peru
- 4 de abril: Argentina 1-1  Brasil

↑1  Todos os jogos realizados no Estádio Monumental de Núñez.

## O jogo do título[3]
| 4 de abril | Argentina   | 1 – 1     | Brasil   | Monumental de Núñez, Buenos Aires      |
|            | Pizutti 40' | Relatório | Pelé 58' | Público: 85 000 Árbitro: Carlos Robles |

Argentina: Negri; Griffa (Cardoso) e Murúa; Lombardo (Simeone), Cap e Mouriño; Nardiello, Pizzuti, Sosa, Callá (Rodríguez) e Belén. Técnicos: José Barreiro, Torre e Victorio Spinetto
Brasil: Gilmar; Djalma Santos e Bellini; Coronel, Dino Sani e Orlando; Garrincha, Didi, Paulinho, Pelé e Chinesinho. Técnico: Vicente Feola

### Classificação Final
| Pos | Seleção   | Pts | J | V | E | D | GP | GC | SG  |
| --- | --------- | --- | - | - | - | - | -- | -- | --- |
| 1°  | Argentina | 11  | 6 | 5 | 1 | 0 | 19 | 5  | 14  |
| 2°  | Brasil    | 10  | 6 | 4 | 2 | 0 | 17 | 7  | 10  |
| 3°  | Paraguai  | 6   | 6 | 3 | 0 | 3 | 12 | 12 | 0   |
| 4°  | Peru      | 5   | 6 | 1 | 3 | 2 | 10 | 11 | -1  |
| 5°  | Chile     | 5   | 6 | 2 | 1 | 3 | 9  | 14 | -5  |
| 6°  | Uruguai   | 4   | 6 | 2 | 0 | 4 | 15 | 14 | 1   |
| 7°  | Bolívia   | 1   | 6 | 0 | 1 | 5 | 4  | 23 | -19 |

| Campeonato Sul-Americano de Futebol de 1959 |
| ------------------------------------------- |
| Argentina Campeão (12º título)              |

### Goleadores
| Jogador           | Seleção | Gols |
| ----------------- | ------- | ---- |
| Pelé              | BRA     | 8    |
| José Raúl Aveiro  | PAR     | 6    |
| Miguel Loayza     | ARG     | 5    |
| Paulo Valentim    | BRA     | 5    |
| Rubén Héctor Sosa | BRA     | 4    |
| José Sasía        | URU     | 4    |

### Melhor jogador do torneio
- Pelé.

## Campanha do Brasil
O Brasil estreou contra o Peru. Depois de abrir 2 a 0, a equipe sofreu o surpreendente empate. Henrique chuta, a bola desvia em um peruano e sobra para Didi. 1 a 0. Zagallo cruza e Pelé de cabeça. 2 a 0. Seminário chuta, Castillo espalma e Zoya faz. 2 a 1. Seminário em jogada individual. 2 a 2.  Brasil 3 a 0 no Chile. Dorval para Pelé. 1 a 0. Henrique fez tabela com Pelé, o rei driblou o goleiro e fez o segundo. Pelé para Didi. 3 a 0. O Brasil ganhou da Bolívia por 4 a 2. Santos de falta abriu o placar para os bolivianos. Zagallo cruzou, o goleiro segurou, mas largou o couro e Pelé, oportunista, empurrou para as redes. 1 a 1. Garrincha cruzou e Paulinho desempatou. 2 a 1. Ugarte para Aramayo. 2 a 2. Pelé para Paulinho. 3 a 2. Zagallo cruza e Didi finaliza. 4 a 2.
O Brasil venceu o Uruguai. 3 a 1. De Marco cobra falta para Escalada de bate e pronto. 0 a 1. Paulinho pega um rebote da defesa, arranca e chuta. 1 a 1. Pelé cruza e Paulinho de cabeça. 2 a 1. Djalma Santos para Paulinho. 3 a 1. Brasil 4 a 1 Paraguai. Paródi abriu o escore. 0 a 1. Paulinho chuta e Pelé entra de cabeça. 1 a 1. Paulinho para Chinesinho. 2 a 1. Passe de Paulinho para Pelé. Centro de Paulinho para Pelé. 4 a 1.
Na última partida, o Brasil necessitava vencer a Argentina em Buenos Aires. O jogo foi muito amarrado. O Brasil fez 20 faltas, a Argentina 32 faltas. O Brasil teve superioridade em escanteios (7 a 0) e ataques (31 a 28), mas os relatos afirmam que foi um jogo equilibrado. A Manchete Esportiva criticou a performance de Garrincha no torneio e elogiou as atuações de Djalma Santos. 
Pizutti abriu o placar de cabeça ao receber cruzamento de Belen. Garrincha cruzou e Pelé empatou. O Diário de Notícias criticou a insegurança de Gilmar e acusou o time de ser apático no jogo decisivo. 
O desempenho de Paulo Valentim na competição levou a ser contratado pelo Boca Juniors em 1960, assim como ocorrera com Heleno de Freitas no Campeonato Sul-Americano de Futebol de 1945.